# Václav Žmolík
Václav Žmolík (* 2. května 1959) je český novinář, publicista, scenárista, rozhlasový a televizní redaktor a moderátor.
Mezi jeho nejznámější tvorbu patří rozhlasový a televizní seriál Po Česku, který vyšel i knižně a dočkal se také rozhlasové podoby. Spolupracuje s Českým rozhlasem, kde dlouhá léta moderoval o víkendu na Radiožurnálu i na dalších stanicích Českého rozhlasu. V současnosti je moderátorem Dvojky ČRo.

## Dílo

### Televizní tvorba
- Po Česku
- Svět na kolejích
- Studio 6
- Atlanta
- Pohlednice z Nagana
- Pěna dní
- Kořeny
- Televizní akademie
- Pozvánka na dvojku
- Krajinou vína